# Alex Band
Alexander Max Band, detto Alex (Los Angeles, 8 giugno 1981), è un cantante statunitense.
Leader e voce del gruppo musicale The Calling, ha avviato una carriera da solista a partire dal 2009.

## Biografia
Figlio e nipote d'arte, appartenente a una famiglia di origini italiane (il cui cognome originariamente era Antonini), ha iniziato a suonare la chitarra a otto anni, studiando poi anche strumenti come piano e sassofono spinto dal padre Charles Band (regista e produttore di film horror). Alex ha subito anche l'influenza del nonno, un pittore che ha dipinto alcuni quadri per la Casa Bianca di Washington.
Ha formato il suo primo gruppo musicale, i Maybe Solitude, a dodici anni, in compagnia del suo amico Jethro e sotto la guida della loro insegnante di musica; qualche anno più tardi Alex ha fondato i Generation Gap con Aaron Kamin. A diciassette anni Alex e Aaron hanno formato i Next Door, scrivendo quindi alcune canzoni che sarebbero state pubblicate dopo qualche anno con la band The Calling, nata nel 2001.
Nel 2001 è uscito il primo album dei The Calling, intitolato Camino Palmero, da cui sono stati estratti i singoli Wherever You Will Go (cantata dal gruppo stesso in una scena del film Le ragazze del Coyote Ugly), Adrienne e Could It Be Any Harder.
Nel 2003 Band ha duettato con i Santana nel singolo Why Don't You & I.
L'anno dopo, il gruppo ha composto il brano For you per la colonna sonora del film Daredevil.
Nel 2004 è uscito il secondo album della formazione, intitolato Two, i cui singoli estratti sono stati Our Lives, Things Will Go My Way e Anything. Dopo il tour, il 25 luglio 2004 ha sposato Jennifer Sky, attrice statunitense presente nel video del singolo Anything, dalla quale però ha divorziato nel 2009. Nel maggio 2008 ha pubblicato il suo primo EP come solista, intitolato Alex Band EP, supportato dal singolo Only One. Nel 2009 ha duettato con Yasmin Lucas nel brano In Your Heart, I'm Home.
Nel 2009 ha partecipato ad un episodio della serie TV CSI: New York (05x12).
Nel 2010 è stato pubblicato il singolo Tonight, che ha anticipato la pubblicazione del suo primo album da solista We've All Been There, da cui è stato tratto anche il brano Without You ed infine Euphoria. Il 1º maggio 2011 si è risposato con la sua assistente Kristin Blanford, che appare nel video del singolo Tonight. I due hanno divorziato nell'aprile 2012. Attualmente è sposato con Shayna Weber.
Nel 2012 ha realizzato in collaborazione con Killer Tracks un nuovo EP di 5 canzoni, dal titolo After The Storm pubblicato il 22 maggio.
Durante un concerto di beneficenza dalla casa di Ryan Cabrera nel 2013, ha annunciato che l'anno precedente gli è stata diagnosticata una forma precoce della malattia di Parkinson: da allora supporta pienamente la Fondazione Michael J. Fox. Sempre nel 2013 il cantante, durante un'uscita notturna, è stato aggredito e colpito con un manganello da alcuni squilibrati che l'hanno poi abbandonato presso una ferrovia con tre denti rotti e varie lesioni.
Nel 2016 ha riformato la band The Calling.
Nel 2024 ha duettato coi Sonohra in Ovunque andrai io ci sarò, cover in italiano di Wherever You Will Go.

## Discografia

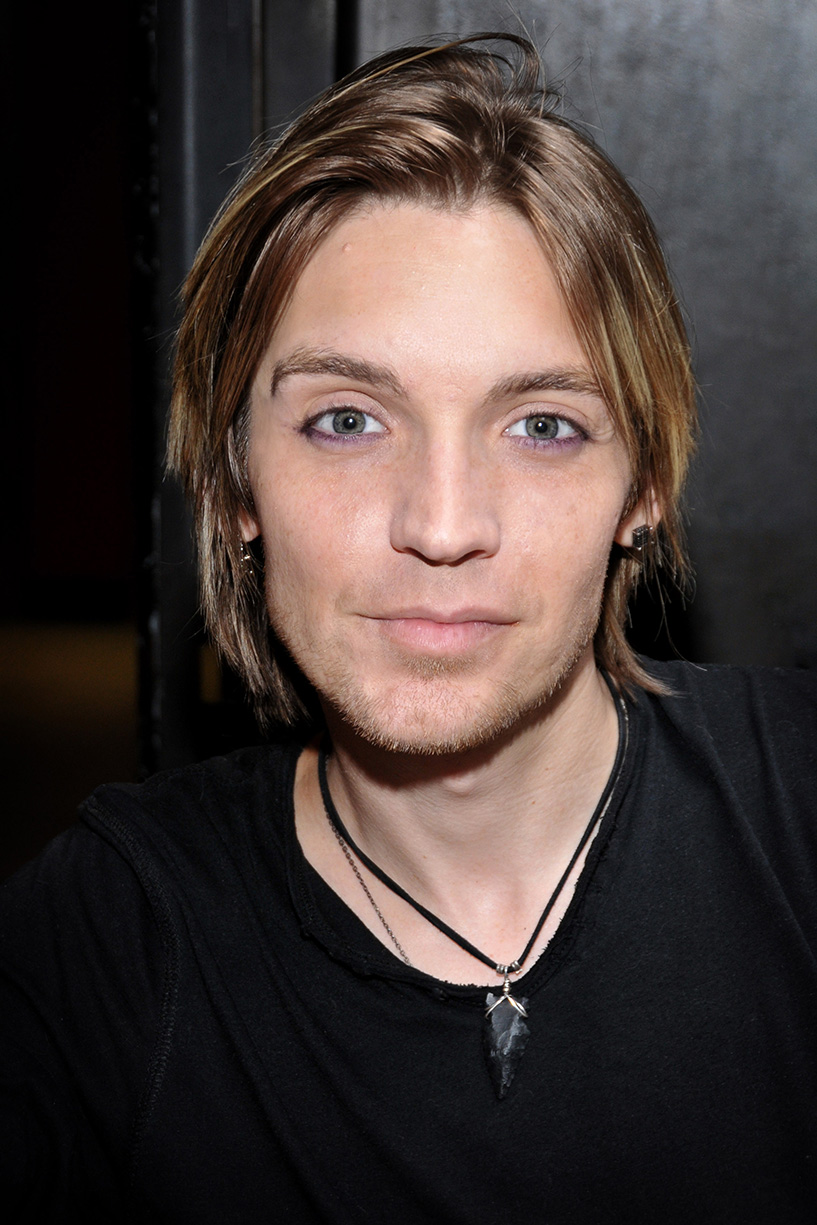
Alex Band nel 2015

### Da solista
Album in studio
- 2010 - We've All Been There

EP
- 2008 - Alex Band EP
- 2012 - After the Storm

Singoli
- 2008 - Only One
- 2009 - In Your Heart, I'm Home (Yasmin Lucas feat. Alex Band)
- 2010 - Tonight
- 2010 - Without You
- 2010 - Only One
- 2011 - Euphoria